# Fabian Vogt
Fabian Vogt (* 5. Mai 1967 in Frankfurt am Main) ist ein deutscher Schriftsteller, Musiker, Kabarettist und Pfarrer.

## Leben
Fabian Vogt studierte evangelische Theologie, Literaturwissenschaft und Gesang. 2009 promovierte er mit einer Dissertation über Predigen als Erlebnis. Er arbeitet u. a. als Pfarrer für „Kommunikationsprojekte“ in der Evangelischen Kirche von Hessen und Nassau. Außerdem schreibt er als freier Autor für verschiedene Zeitungen, verfasst Romane, Sachbücher, Liedtexte, Theaterstücke und Kurzgeschichten. Er hält regelmäßig Andachten in der hr3-Sendung Moment mal.
Der Schweizer Theologe Arnold Zwahlen beschreibt ihn als „ein[en] Vertreter von Emerging Church-Pastoren, die sich zum Ziel gesetzt haben, Gottesdienste traditioneller Kirchen zeitgemäss und postmodern zu verändern, ohne die Kirchen und ihre Glaubensüberzeugungen grundsätzlich in Frage zu stellen“.
Zusammen mit Martin Schultheiß bildet Vogt das Musikkabarett „Duo Camillo“.
Vogt ist verheiratet mit Miriam Küllmer-Vogt. Sie haben zwei Kinder und wohnen in Oberstedten im Taunus.

## Auszeichnungen
- 2001: Deutscher Science Fiction Preis (Belletristik-Preis) für sein Roman-Debüt Zurück
- 2010: Honnefer Zündkerze (Kleinkunstpreis)

## Veröffentlichungen
- Die Kunst des Schenkens. Von der Lust, Freude zu bereiten, Frankfurt 1997
- So ein Theater. Eine Einführung in die Kunst, bewegend(e) Geschichten zu erzählen, Wiesbaden 1997
- Zurück (Roman), Gerth Medien, Aßlar 2000, ISBN 978-3-89437-688-8.
- Die erste Ölung – Fantastische Geschichten, Moers 2006
- Das 1x1 der Emerging Church, C & P, Glashütten 2006. ISBN 978-3-86770-078-8
- Hannibal Mayer – der Zug der Elefanten. Ein wahres Abenteuer, Moers 2008
- Sag einfach ja! Der schaurig-schönste Tag des Lebens, Gütersloh 2009
- Predigen als Erlebnis. Narrative Verkündigung in der Postmoderne, Neukirchener Verlag, Neukirchen-Vluyn 2009, ISBN 978-3-7887-2384-2.
- Nestbautrieb. Die schaurig-schönste Zeit des Lebens, Gütersloh 2010
- Moment mal! 365 Radio-aktive Andachten, Moers 2010
- Der Duft des Himmels. Von einem, der auszog, das Glauben zu lernen, Aßlar 2011
- Luther für Neugierige. Das kleine Handbuch des evangelischen Glaubens, Leipzig 2011
- 2017 – Die neue Reformation: Roman, Aßlar 2012
- Die Tochter des Verräters, Gießen 2013
- Super, Mann! Briefe an all die Mannsbilder in uns, Brendow, Moers 2013, ISBN 978-3-86506-455-4.
- Bibel für Neugierige. Das kleine Handbuch göttlicher Geschichten, Evangelische Verlagsanstalt, Leipzig 2014, ISBN 978-3-374-03872-5.
- Wenn du geschwiegen hättest, Petrus. Überarbeitete Reden überarbeiteter Männer, Hansisches Verlagshaus, Frankfurt 2014, ISBN 978-3-86921-260-9.
- Wenn Engel lachen. Die unverhoffte Liebesgeschichte der Katharina von Bora, Frankfurt 2015
- Die Frau, die so gerne wollte, dass der Roman anders ausgeht, Asslar 2016
- Engel lachen. Die unverhoffte Liebesgeschichte der Katharina von Bora, Leipzig 2016
- Luther für Eilige. Seine wichtigsten Werke kurz & knackig, edition chrismon, Leipzig 2016, ISBN 978-3-96038-0108.
- Bonhoeffer große Liebe. Die unerhörte Geschichte der Maria von Wedemeyer, Leipzig 2017
- Bonhoeffers große Liebe: die unerhörte Geschichte der Maria von Wedemeyer (Roman), edition chrismon, Leipzig 2017, ISBN 978-3-96038-081-8.
- Luther on the fly : his most important writings in a nutshell, edition chrismon, Leipzig 2017, ISBN 978-3-96038-086-3.
- Feier die Tage: das kleine Handbuch der christlichen Feste, Evangelische Verlagsanstalt, Leipzig 2018, ISBN 978-3-374-05309-4.
- Die Zehn Gebote für Neugierige: das kleine Handbuch kluger Entscheidungen, Evangelische Verlagsanstalt, Leipzig 2019, ISBN 978-3-374-05792-4.
- 100 Dinge, die du NACH dem Tod auf keinen Fall verpassen solltest. Der kleine Reiseführer durch das Jenseits, Droemer Knaur, München 2019, ISBN 978-3-96340-043-8.
- Männerüberraschung. Was zum Schmunzeln, was zum Genießen, was zum Weiterdenken, SCM Brockhaus, Holzgerlingen 2023, ISBN 978-3-417-00052-8.
- mit Walter Lechner, Svenja Neumann und Andreas Schlamm: Zukunft und Hoffnung! Zwölf Ermutigungen für die Kirche von morgen, Evangelische Verlagsanstalt, Leipzig 2024, ISBN 978-3-374-07777-9.